# Iosaș, Arad
Iosaș este un sat în comuna Gurahonț din județul Arad, Crișana, România.

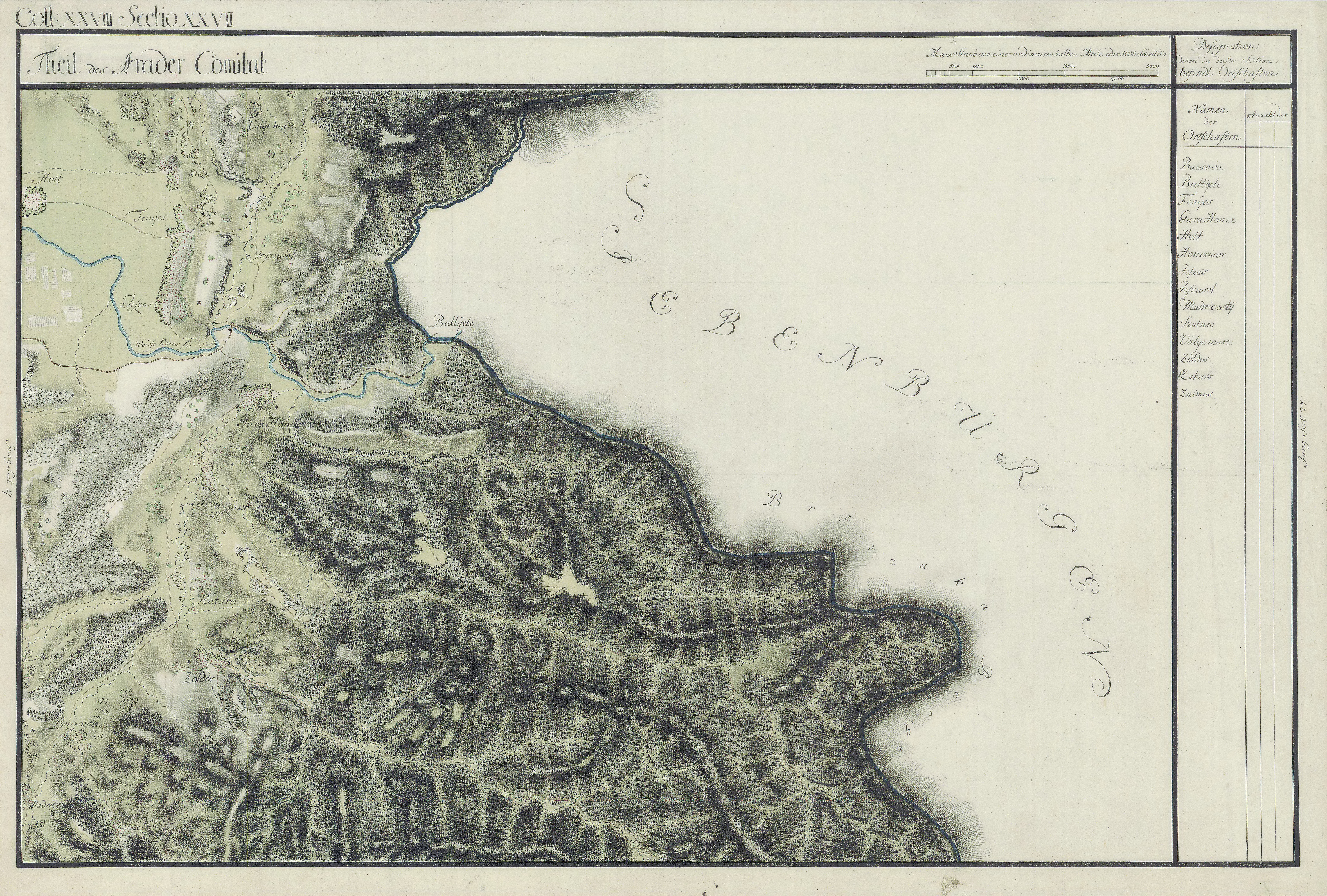
Iosaș în Harta Iozefină a Comitatului Arad, 1782-85

## Galerie de imagini

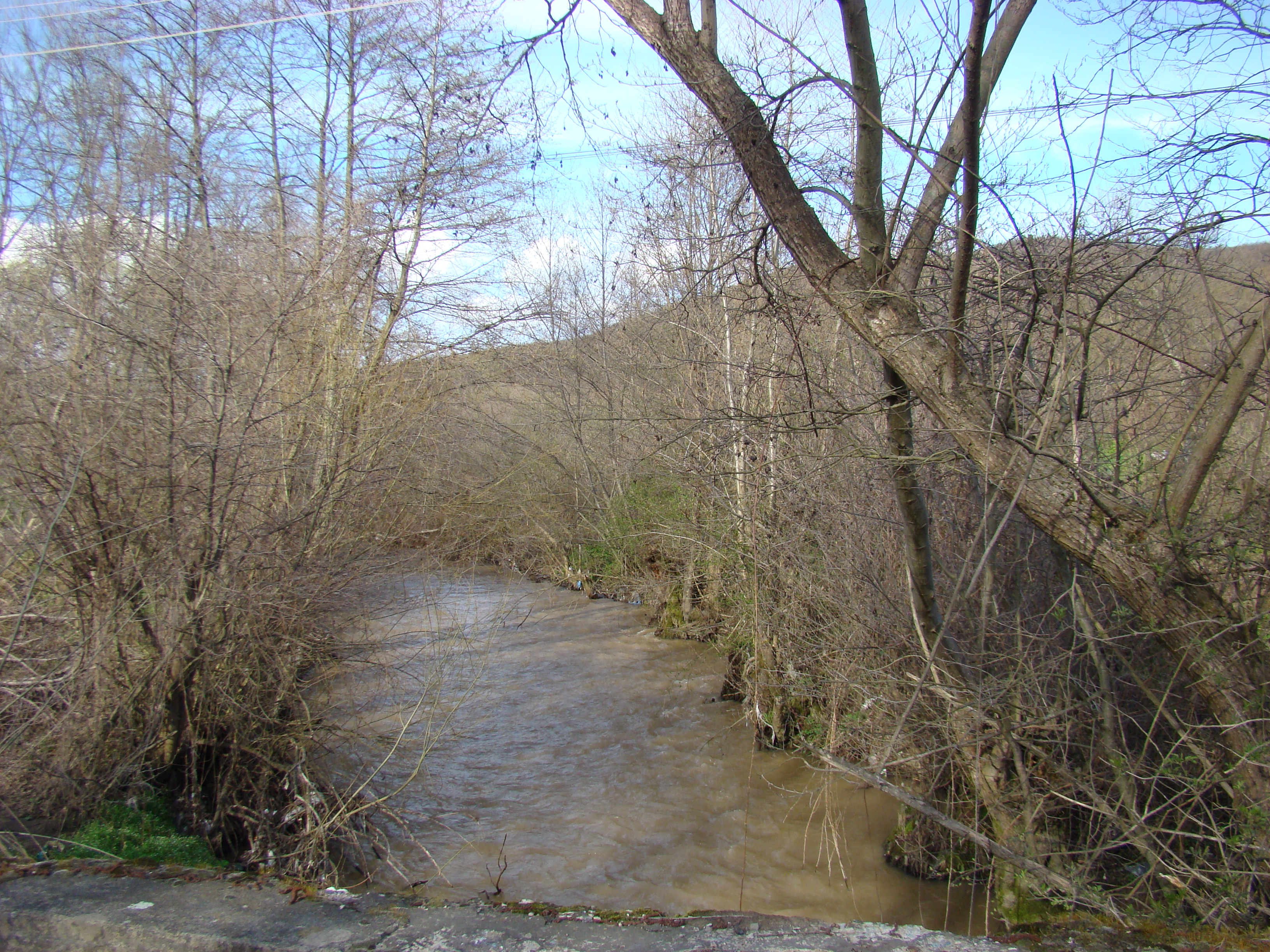
Râul Zimbru la ieșirea din localitatea Iosaș